# Nirmal Purja
Nirmal Purja, chiamato anche Nims Purja o Nimsdai (Distretto di Myagdi, 25 luglio 1983), è un alpinista nepalese, celebre per aver scalato tutti i quattordici Ottomila e in un tempo record di 189 giorni, poco più di 6 mesi.
Il record è avvenuto nel 2019 con il suo "Project Possible 14×7". Insieme ad altri nove alpinisti nepalesi, ha inoltre effettuato la prima ascensione invernale del K2, ultimo ottomila ancora inviolato d'inverno.

## Biografia
Purja, di origine Magar, è nato nel distretto di Myagdi e cresciuto come indù; ha fatto parte della brigata Gurkha, reparto d'élite della British Army. Purja ha tre fratelli molto più grandi, tutti soldati Gurkha. È sposato con Suchi Purja, figlia di un soldato Gurkha, e insieme vivono nell'Hampshire.
Dal 2012 decide di concentrarsi sull'alpinismo d'alta quota, scalando nel 2014 l'Annapurna I e il Dhaulagiri I, i suoi primi Ottomila; nel 2016 scala l'Everest.
Nel 2018 lascia l'esercito, dedicandosi a tempo pieno all'alpinismo.

### Project Possible 14/7

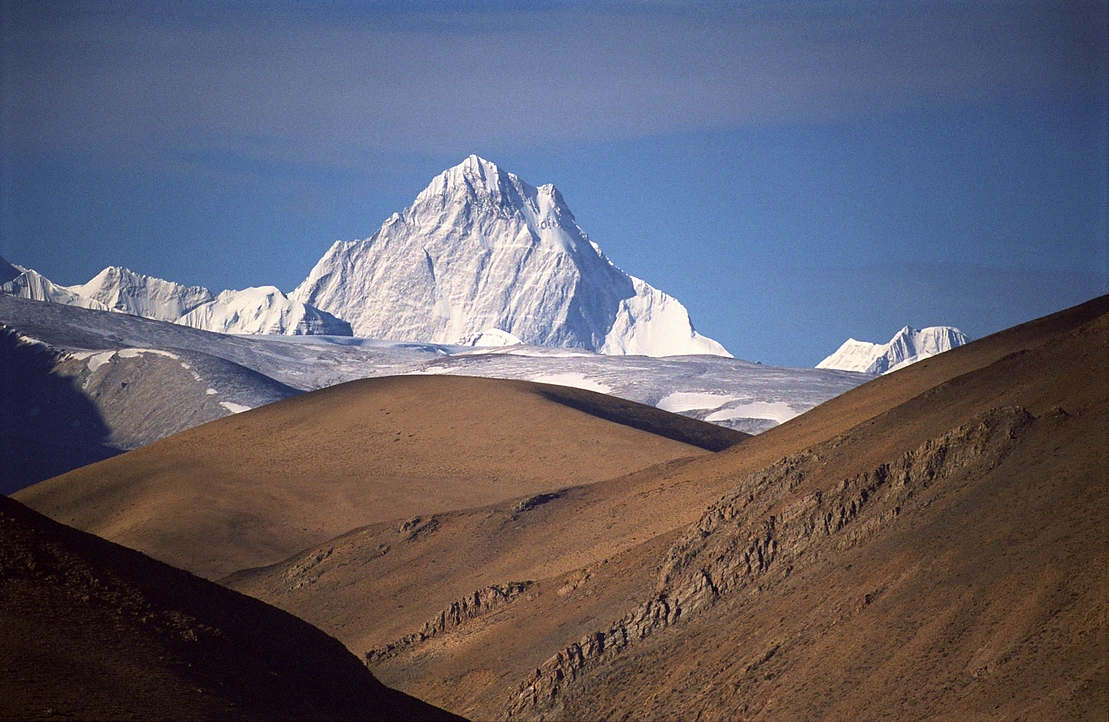
Shisha Pangma, ultima vetta conquistata.

Il progetto prevedeva di scalare tutti i 14 ottomila in meno di 7 mesi, un'impresa considerata oltre i limiti del possibile dato che il primato precedente apparteneva al sudcoreano Kim Chang-Ho che aveva impiegato 7 anni, 10 mesi e 6 giorni.
La squadra da lui scelta per completare il progetto è composta dagli amici e sherpa Mingma David Sherpa, Gesman Tamang, Galjen Sherpa, Lakpa Dendi Sherpa e Halung Dorchi Sherpa; Mingma Sherpa, oltre a condividere il record di velocità con Nirmal Purja, diventa il più giovane, a 30 anni, ad aver scalato tutti gli Ottomila.
Il primo Ottomila è l'Annapurna I, salito il 23 aprile 2019 lungo la via normale per la parete nord.
Il 12 maggio, in condizioni davvero proibitive a causa del forte vento, alle ore 18:00 raggiunge la vetta del Dhaulagiri I senza far uso dell'ossigeno supplementare (unica squadra a salire la via normale in primavera). Alle 7 del mattino successivo la squadra rientra al campo base, spostandosi subito via elicottero alla base del Kanchenjunga, che scala il 15 maggio. A fine maggio Purja è protagonista di un'impresa titanica: il 22 maggio scala la montagna più alta della terra, l'Everest: dopo un breve riposo di due ore a Colle Sud, raggiunge la vetta del Lhotse dopo sole 10 ore e 15 minuti dal raggiungimento della vetta più alta del pianeta. Tornato al campo base, parte per il Makalu, che scala il 24 maggio, 38 ore dopo l'arrivo in vetta al Lhotse: conquista così il record mondiale di salita di tre Ottomila in 3 giorni. Col Makalu Purja termina il programma dei sei Ottomila nepalesi e si concede un riposo di circa un mese per affrontare gli Ottomila del Pakistan.
Il 3 luglio raggiunge la vetta del Nanga Parbat, il 15 luglio il Gasherbrum I e il 18 luglio il Gasherbrum II. La mattina del 24 luglio alle 7:50 ora locale, dopo aver guidato il suo team nel fissaggio delle corde lungo il Collo di bottiglia e il traverso, raggiunge la vetta della seconda montagna più alta della terra, il K2. La scalata risulta molto impegnativa a causa del pericolo valanghe e della neve alta. Due giorni dopo è già in cima al vicino Broad Peak, completando il suo undicesimo Ottomila in soli 3 mesi.
Il 23 e il 27 settembre scala, rispettivamente, Cho Oyu e Manaslu.
Il completamento del progetto viene però messo in discussione nei giorni seguenti: il governo cinese, reputando che lo Shishapangma fosse diventato troppo pericoloso a seguito di una serie di incidenti mortali, decide di non rilasciare più permessi di scalata. Grazie all'aiuto del governo nepalese, tuttavia, Purja ottiene un permesso speciale di scalata: il 29 ottobre alle 8:58 locali, assieme a Mingma David Sherpa, Galen Sherpa, Gesmam Tamang raggiunge il suo ultimo Ottomila, completando il progetto nel tempo record di 6 mesi e 6 giorni.
Lo stile scelto da Purja per completare il suo progetto è stato oggetto di critiche da parte di alcuni alpinisti di fama internazionale per il ricorso ad elicotteri negli spostamenti tra i vari campi base e per l'uso dell'ossigeno supplementare oltre i 7500 m di quota. L'impresa compiuta, d'altro canto, risulta ardua e difficilmente ripetibile, per gli enormi sforzi fisici, economici e logistici sostenuti per completare il record di velocità.
Animato da un senso di sfida nei confronti dei critici, nel 2024 completa la scalata dei 14 ottomila in puro stile alpinista, senza il supporto di ossigeno in soli due anni (4 mesi e 28 giorni). 
| N. | Data ascensione       | Montagna      | Altezza (m.) |
| -- | --------------------- | ------------- | ------------ |
| 1  | 23 aprile 2019        | Annapurna I   | 8091         |
| 2  | 12 maggio 2019        | Dhaulagiri I  | 8167         |
| 3  | 14 maggio 2019        | Kangchenjunga | 8586         |
| 4  | 05:30, 22 maggio 2019 | Everest       | 8848         |
| 5  | 15:45, 22 maggio 2019 | Lhotse        | 8516         |
| 6  | 24 maggio 2019        | Makalu        | 8485         |
| 7  | 3 luglio 2019         | Nanga Parbat  | 8126         |
| 8  | 15 luglio 2019        | Gasherbrum I  | 8080         |
| 9  | 17 luglio 2019        | Gasherbrum II | 8035         |
| 10 | 24 luglio 2019        | K2            | 8611         |
| 11 | 26 luglio 2019        | Broad Peak    | 8051         |
| 12 | 23 settembre 2019     | Cho Oyu       | 8201         |
| 13 | 27 settembre 2019     | Manaslu       | 8156         |
| 14 | 29 ottobre 2019       | Shisha Pangma | 8027         |

## Nella cultura di massa
Su Project Possible è stato creato un documentario trasmesso da Netflix, intitolato 14 Peaks: Nothing Is Impossible (14 vette: scalate ai limiti del possibile), pubblicato il 29 novembre 2021.

## Filmografia
- 14 vette: scalate ai limiti del possibile, regia di Torquil Jones (2021) - sé stesso